# Nystalea guttiplena
Nystalea guttiplena är en fjärilsart som beskrevs av Walker 1857. Nystalea guttiplena ingår i släktet Nystalea och familjen tandspinnare. Inga underarter finns listade i Catalogue of Life.